# Font de Can Cartró
La font de Can Cartró és una font situada a la plaça Verge del Pobres del nucli urbà de Can Cartró, al municipi de Subirats (Alt Penedès).
És una font d'obra decorada amb rajoles blanques i blaves formant un escacat a la part inferior dels dos cossos sobreposats en forma de columna. El cos o columna inferior és de forma octogonal, col·locada sobre una plataforma de maons, igualment octogonal, de 95 cm d'alçada. Entre aquesta columna i la superior hi ha una altra plataforma de maó similar al basament octogonal de la font, però més petita. Sobre aquesta plataforma hi ha el segon cos o columna, de planta quadrada i de molt menys volum respecte la columna inferior, on hi ha l'aixeta de la font. A banda de la decoració en escacat feta de rajoles blanques i blaves s'observa també l'escut de Subirats a la cara de la font que s'obre a la plaça. Corona la font una petita piràmide feta amb maó. La part superior està decorada amb rajola blanca, on hi ha l'aixeta. Al centre de la font hi ha el dipòsit que recull l'aigua.
Aquesta font és de la mateixa tipologia que les restants fonts artificials ubicades als nuclis de població del terme municipal de Subirats, factor que els confereix unitat estilística i identitària.